# Собинникова, Валентина Ивановна
Валенти́на Ива́новна Собинникова (28 января 1908, Козельск Калужской губернии — 14 декабря 1999, Воронеж) — советский и российский лингвист-русист, педагог, доктор филологических наук (1969), профессор.

## Биография
Валентина Ивановна Собинникова родилась в 1908 г. в городе Козельске Калужской губернии.
В 1927 году В. И. Собинникова окончила Козельское педагогическое училище и стала учительницей начальной школы в с. Алешня. Одновременно много сил и энергии отдавала она занятиям с неграмотными и малограмотными.
После окончания в 1936 году Смоленского пединститута работала преподавателем в Мещовском педагогическом училище Смоленской области, по рекомендации профессора В. Ф. Чистякова поступила в заочную аспирантуру Куйбышевского пединститута. Научным руководителем её работы стал член-корреспондент АН СССР Д. И. Абрамович, а с 1940 года — профессор В. А. Малаховский. В начале 1940-х годов преподавала в Куйбышеве.
С самого начала научной деятельности внимание В. И. Собинниковой было обращено на изучение языка древнерусских памятников письменности. За свое исследование «Словарь Псковской судной грамоты» (1943) Валентина Ивановна получила ученую степень кандидата филологических наук.
С декабря 1943 года она стала преподавателем Воронежского университета (первоначально — в эвакуации в Липецке), где с 1952 г. возглавила кафедру русского языка, позднее — кафедру русско-славянского и общего языкознания, а с 1973 г. по 1991 год— кафедру русско-славянского языкознания. В 1961 году В. И. Собинниковой было присвоено учёное звание профессора, в 1969 году — присуждена учёная степень доктора наук. В послевоенные годы В. И. Собинникова принимала активное участие в восстановлении разрушенного войной Воронежа.
В. И. Собинникова — лингвист широкого профиля: в поле зрения её интересов вопросы истории языка, диалектологии, славяноведения; фонетики и лексики, морфологии и синтаксиса, стилистики и сравнительной грамматики славянских языков; методики преподавания русского языка в вузе и школе; краеведения.
Несомненны заслуги В. И. Собинниковой в организации славистических исследований в Воронежском университете. Возглавив кафедру русско-славянского языкознания, В. И. Собинникова расширила круг преподаваемых предметов в сторону славянских языков при сопоставительном изучении русского языка с другими славянскими. Кафедра в значительной степени ориентирована на изучение сопоставления русского языка с восточнославянскими языками, особенно с украинским.
Её работы по славянским языкам публиковались в Чехословакии, Германии. Библиографический словарь «Славяноведение в СССР: изучение южных и западных славян», изданный в Нью-Йорке в 1993 г., называет В. И. Собинникову в числе ведущих славис]ов страны.
Большая работа проделана В. И. Собинниковой в качестве редактора различных трудов по языкознанию, в частности ежегодного научного сборника «Материалы по русско-славянскому языкознанию» на протяжении 20 лет. Несколько лет она вела в воронежской областной газете «Коммуна» рубрику «Правильно ли мы говорим?».
В 1967—1968 гг. избиралась депутатом Воронежского областного Совета депутатов трудящихся, в 60-е гг. — член правления областного Общества советско-чехословацкой дружбы, неоднократно она была членом окружных и городских избирательных комиссий.
За многолетний труд В. И. Собинникова была награждена медалями «За доблестный труд в Великой Отечественной войне», «За трудовую доблесть», знаком «Ветеран труда», а также многочисленными почетными грамотами Президиума Верховного Совета РСФСР, Министерства высшего и среднего образования РСФСР и др.
Племянник — математик, академик РАН В. А. Ильин.